# Matúš Kvietik
Matúš Kvietik (* 10. dubna 1991 Bratislava) je slovenský herec. Je vnukem herce Štefana Kvietika.

## Studium a život
Pochází z umělecké rodiny. Narodil se Martinovi a Kataríne Kvietikovým. Jeho rodiče se rozvedli, když mu bylo 6 let. Studoval herectví na VŠMU.
Hrál v divadle Astorka, Městském divadle v Žilině, v Divadle Aréna a v Slovenském národním divadle. V roce 2018 účinkoval v seriálu Susedia a v roce 2021 v americkém seriálu Van Helsing. Od roku 2022 hraje v seriálu Oteckovia, kde ztvárňuje postavu Pavla.
Je vnukem herce Štefana Kvietika. Má mladšího bratra Marka.

## Filmografie

### TV seriály
- 2012: Rodinné prípady
- 2013: Pravdivé príbehy s Katkou Brychtovou
- 2014: Superhrdinovia
- 2014: Doktori
- 2015: Kukučka
- 2016: Čert nikdy nespí
- 2018: Susedia
- 2018, 2020: Sestričky
- 2019: Delukse
- 2021: Van Helsing
- 2022: Oteckovia (Pavol „Paľo“)
- 2022: Nemocnica (Andrej)
- 2022: Svätý Max (Robo)

### Divadelní záznamy
- 2020: #dubček

## Host
- 2013: Milujem Slovensko
- 2014: Neskoro večer
- 2016: Zlaté časy
- 2017: Záhady tela